# Andreas Plathner
Andreas Plathner (* 1495 in Stolberg (Harz); † 1557 ebenda) war ein deutscher Gold- und Waffenschmied, Gastwirt, Unternehmer und Bürgermeister der Stadt Stolberg. 
Er wurde 1514 Laienbruder von St. Sebastian und besaß zwei Häuser am Marktplatz von Stolberg sowie einen Kupferhammer in Nöschenrode bei Wernigerode.
Seine Tochter Anna heiratete den Bürgermeister Thomas Schütze aus der Marktstraße in Wernigerode.